# 김좌진장군비
김좌진장군비(金佐鎭將軍碑)는 충청남도 홍성군 갈산면 행산리에 있는, 김좌진 장군의 업적을 기념하기 위해 세운 비이다. 1984년 5월 17일 충청남도의 문화재자료 제167호로 지정되었다.

## 개요
독립운동에 일생을 바친 김좌진 장군의 업적을 기념하기 위해 세운 비이다.
김좌진(1889∼1930) 장군은 홍성에서 태어나 15세에 집안의 노비를 풀어주고, 그들에게 농사지어 먹고 살만한 논밭을 골고루 나누어 주었다. 1905년 서울로 올라와 육군무관학교에 들어갔으며, 1907년 고향에 돌아와 호명학교를 세우고 90여칸의 자기집을 학교건물로 쓰게 했다. 광복단에 들어가 항일투쟁을 하다 1918년 만주로 건너가 3.1 독립선언에 전주곡이 되는 무오독립선언서에 39명의 민족지도자의 한사람으로 서명하였다. 그 후 북로군정서의 총사령관으로서 독립군 양성에 주력하였고, 청산리에서 일본군을 대파하는 등 항일독립운동에 큰 공을 세웠다. 1930년 공산주의자 박상실의 흉탄에 맞아 자택 근처에서 순국하였다.
1949년 대한청년단 홍성군단의 성금으로 이 비를 홍주읍성에 세웠는데, 2007년 12월 김좌진 장군 생가지로 이전해 현재에 이르고 있다.

## 같이 보기
- 김좌진

## 참고 문헌
- 김좌진장군비 - 국가유산청 국가유산포털